# Laura De Neve
Laura De Neve (* 9. Oktober 1994) ist eine belgische Fußballnationalspielerin. Sie spielt seit 2012 beim RSC Anderlecht.

## Karriere

### Vereine
De Neve spielte für FCV Dender EH und ab 2012 für RSC Anderlecht zunächst in der gemeinsamen Frauenliga des belgischen und niederländischen Verbandes und anschließend in der belgischen Super League. Mit Anderlecht nahm sie an der Qualifikation zur UEFA Women’s Champions League 2018/19 teil. Bei gleicher Punktzahl wie Glasgow City FC und Górnik Łęczna belegten sie wegen eines mehr kassierten Tores hinter Glasgow City FC den zweiten Platz und verpassten damit die K.-o.-Runde. Ein Jahr später hatten sie beim Qualifikationsturnier zur UEFA Women’s Champions League 2019/20 Heimrecht und konnten sich mit drei Siegen, u. a. gegen den norwegischen Meister Lillestrøm SK Kvinner, wobei sie ihr erstes CL-Tor erzielte, für das Sechzehntelfinale qualifizieren. Hier schieden sie nach einem 1:1 im Heimspiel durch eine 0:2-Niederlage gegen den kasachischen Meister BIIK Kazygurt aus, bei dem sie nicht eingesetzt wurde. 2020 konnten sie in der ersten Qualifikationsrunde daheim den  nordirischen Meister Linfield FC mit 8:0 bezwingen, verloren aber daheim in der zweiten Runde mit 1:2 gegen Benfica Lissabon. In der misslungenen Qualifikation für die UEFA Women’s Champions League 2021/22 wurde sie nicht eingesetzt. In der Qualifikation für die Gruppenphase der UEFA Women’s Champions League 2022/23 scheiterten sie im Finale der ersten Runde an Kuopion PS durch eine Niederlage im Elfmeterschießen, wobei sie aber nur im ersten Spiel beim 3:2 gegen UKS SMS Łódź zum Einsatz kam.

### Nationalmannschaft
De Neve durchlief ab 2008 die belgischen Juniorinnen-Mannschaften von der U-15 bis zur U-19. Mit der U-17 nahm sie im April 2009 in ihrer Heimat an der zweiten Qualifikationsrunde zur U-17-EM 2009 teil. Die Belgierinnen konnten den Heimvorteil nicht nutzen und verpassten als Gruppenletzte die Endrunde. Beim nächsten Anlauf konnten sie im Oktober in Polen zwei Spiele gewinnen und gegen die Gastgeberinnen ein Remis erreichen, wodurch sie Gruppensiegerinnen wurden. Die zweite Runde im April 2010 in Spanien verlief dann wie im Vorjahr. Im Oktober 2010 hatten sie in der ersten Qualifikationsrunde wieder Heimrecht und konnten dieses nutzen, um mit zwei Siegen und einem torlosen Remis gegen England die zweite Runde zu erreichen. Beim Turnier in Tschechien im April 2011 verloren sie das erste Spiel gegen Spanien, so dass ihnen die Siege in den beiden anderen Spielen nicht viel nutzten. Bereits im Mai 2008 soll sie als 13-Jährige zwei Freundschaftsspiele mit der U-19 bestritten haben, die vom Verband aber auch als Spiele der U-15 gelistet werden. Im September 2012 nahm sie mit der U-19 in ihrer Heimat an der ersten Qualifikationsrunde zur U-19-EM 2012 teil. Mit Siegen gegen die Litauen und Rumänien sowie einem Remis gegen Nordirland konnten sie sich als Gruppensiegerinnen für die zweite Runde qualifizieren. Beim Turnier Ende März/Anfang April 2012 in Portugal konnten sie nur gegen Tschechien gewinnen, verloren aber gegen Norwegen und die Gastgeberinnen, so dass sie nur Dritte wurden. Im Oktober 2012 nahm sie mit der U-19 in Kroatien einen neuen Anlauf in der ersten Qualifikationsrunde zur U-19-EM 2013. Mit Siegen gegen die Gastgeberinnen und die Färöer sowie einem torlosen Remis gegen die Ukraine konnten sie sich als Gruppenzweite für die zweite Runde qualifizieren. Das Turnier im April 2013 brachte dann ihre letzten drei U-Länderspiele, denn nach einer Niederlage gegen Frankreich reichten die Siege gegen Russland und die Schweiz nicht, um die Endrunde zu erreichen.
Im September 2013 wurde sie für das erste Qualifikationsspiel für die WM 2015
gegen Albanien erstmals für die belgische A-Nationalmannschaft nominiert, aber noch nicht eingesetzt. Vier Tage später wurde sie dann beim Qualifikationsspiel gegen Norwegen zwei Minuten vor dem Spielende zu ihrem ersten A-Länderspiel eingewechselt. Einen Monat später wurde sie beim 7:1-Sieg gegen Griechenland bereits in der 76. Minute eingewechselt. Nach einem weiteren Kurzeinsatz bei einem Freundschaftsspiel gegen Polen im Februar 2014 musste sie zwei Jahre auf den nächsten Einsatz warten. Beim Algarve-Cup 2016 stand sie dann im ersten Gruppenspiel, dem ersten der Belgierinnen überhaupt beim Algarve-Cup, gegen Island auch erstmals in der Startelf und spielte bis zum Ende mit. Im zweiten Gruppenspiel gegen Kanada wurde sie eine Minute vor dem Spielende eingewechselt, im dritten Gruppenspiel gegen Dänemark stand sie wieder in der Startelf, wurde aber nach 39 Minuten ausgewechselt. Das Spiel um Platz 5 fand dann ohne sie statt. Erst im Oktober kam sie bei zwei Freundschaftsspielen gegen Russland wieder zum Einsatz. Bis September 2017 hatte sie dann aber – auch verletzungsbedingt – nur noch vier Einsätze. Sie wurde zwar auch für die EM-Endrunde 2017, das erste große Turnier für die Belgierinnen nominiert, aber nicht eingesetzt. Ab September 2017 war sie dann Stammspielerin und wurde in 86 % der Länderspiele bis zum Ende der Qualifikation für die EM 2022 eingesetzt. In der Qualifikation für die WM 2019 kam sie in neun Spielen zum Einsatz. Im ersten Play-off-Spiel gegen die Schweiz konnte sie ihre Mannschaft zwar mit ihrem ersten Länderspieltor mit 2:1 in Führung bringen, kurz vor Schluss kassierten sie aber noch den Ausgleich. Da die Belgierinnen in der Schweiz nur ein 1:1 erreichten, schieden sie aufgrund der Auswärtstorregel aus. In der Qualifikation für die EM 2022 kam sie in allen acht Spielen zum Einsatz, erzielte dabei im Auswärtsspiel gegen Rumänien den 1:0-Siegtreffer und konnte sich mit ihrer Mannschaft im letzten Spiel durch einen 4:0-Sieg gegen die Schweiz erneut für die EM-Endrunde qualifizieren. Bei der Endrunde wurde sie in zwei Gruppen-Spielen ihrer Mannschaft und im Viertelfinale, das gegen Schweden mit einer 0:1-Niederlage endete, eingesetzt. 
In der Qualifikation für die WM 2023 wurde sie fünfmal eingesetzt. Am Ende scheiterte sie mit ihrer Mannschaft in der ersten Runde der Play-offs der Gruppenzweiten durch eine 1:2-Niederlage gegen Portugal.
Da erstmals das Abschneiden bei der WM für die europäischen Teams nicht entscheidend für die Qualifikation zu den Olympischen Spielen 2024 war, hatten die Belgierinnen noch die Chance sich über die UEFA Women’s Nations League 2023/24 für die Spiele in Paris zu qualifizieren. Die Belgierinnen konnten zwar das erste Spiel daheim gegen Ex-Europameister Niederlande und später auch das Heimspiel gegen Europameister England gewinnen, gegen Schottland gab es aber nur Remis und die Auswärtsspiele gegen die Niederlande und England wurden verloren. Damit verpassten sie als Gruppendritte nicht nur das Final Four Turnier, bei dem um zwei Olympiatickets gespielt wurde, sondern mussten auch in die Relegation. Hier setzten sie sich aber mit zwei 5:1-Siegen gegen Ungarn durch, so dass sie in Liga A bleiben. Laura wurde in den ersten vier Spielen eingesetzt und erzielte beim 3:2-Sieg gegen England das erste Tor. Verletzungsbedingt musste sie in der 41. Minute ausgewechselt werden und konnte seitdem noch nicht wieder eingesetzt werden.
In der für die Belgierinnen letztlich doch erfolgreich verlaufenen Qualifikation für die EM 2025 wurde sie nur im ersten Play-off-Spiel gegen Griechenland eingesetzt.

## Erfolge
- Belgische Meisterschaft 2017/2018, 2018/2019, 2019/2020, 2020/2021, 2021/2022, 2022/23
- Belgische Pokalsiegerin 2012/2013, 2021/2022

## Auszeichnungen
- Gewinnerin des Sparkles in der Kategorie Joueuse: 2018